# Bessik Serodinowitsch Kuduchow
Bessik Serodinowitsch Kuduchow (russisch Бесик Серодинович Кудухов, wiss. Transliteration Besik Serodinovič Kuduchov; * 15. August 1986 in Kwemo-Zchiloni, Südossetische AO, Sowjetunion; † 29. Dezember 2013 in Armawir) war ein russischer Ringer. Er war vierfacher Weltmeister (2007, 2009, 2010 und 2011) und Gewinner einer Bronzemedaille bei den Olympischen Spielen 2008 in Peking und einer Silbermedaille bei den Olympischen Spielen 2012 in London im freien Stil im Bantamgewicht bzw. im Federgewicht.

## Werdegang
Kuduchow wohnte in Beslan, Nordossetien. Er begann dort als Jugendlicher beim SC Alany mit dem Ringen. Er konzentriert sich dabei voll auf den freien Stil. Seine Trainer sind Walentin Gozojew und Alexei Safronow. Bei einer Größe von 1,64 m wog er ca. 60 kg, trainierte aber bei den wichtigen Wettkämpfen in das Bantamgewicht (bis 55 kg Körpergewicht) ab. Neben dem Ringen, das seine Erwerbsquelle darstellte, studierte er an der Staatlichen Universität von Nordossetien Sport. Der russischen Nationalmannschaft der Freistilringer gehörte er ab 2005 an. Seine internationale Karriere begann 2003 mit dem Titelgewinn bei der Junioren-Europameisterschaft (Cadets) in Skopje in der Gewichtsklasse bis 50 kg vor Isa Sari, Türkei und Adrian Mosa, Rumänien. Im Jahre 2005 wurde er in Vilnius Juniorenweltmeister im Bantamgewicht. Er besiegte dabei unter anderem den US-Amerikaner Henry Cejudo und im Finale den Japaner Yasuhiro Inaba.
2006 belegte Kuduchow bei einem Weltcupturnier in Sari, Iran, im Bantamgewicht hinter dem Kubaner René Montero den zweiten Platz. Im gleichen Jahr kam er dann auch schon bei der Weltmeisterschaft der Senioren in Guangzhou/Volksrepublik China im Bantamgewicht zum Einsatz. Er besiegte dort Pham Duc Khang aus Vietnam, Vinad Kumar aus Indien, Kim Hyo-Sub aus Südkorea und Namiq Abdullayev aus Aserbaidschan. Im Finale unterlag er dem routinierten Bulgaren Radoslaw Welikow nach Punkten und wurde damit Vizeweltmeister.
2007 gewann Kuduchow die Konkurrenz im Bantamgewicht bei dem für russische Ringer sehr wichtigen internationalen "Iwan-Yarigin"-Turnier in Krasnojarsk. Er siegte dort vor seinem Landsmann Dschamal Otarsultanow, Henry Cejudo und Nikolai Starostin, Russland. Anschließend gewann er bei der Europameisterschaft 2007 in Sofia auch seinen ersten internationalen Meistertitel bei den Senioren. Er schlug in Sofia Radoslaw Welikow gleich im ersten Kampf, siegte dann weiterhin über Mihran Jaburjan, Armenien, Namig Sewchimow aus Aserbaidschan und Bessarion Gotschaschwili aus Georgien. Im Endkampf ließ er auch dem Deutschen Marcel Ewald keine Chance. Dass dieser Erfolg kein Zufall war, bewies er auch bei der Weltmeisterschaft 2007 in Baku, dort gewann er ebenso überlegen den Weltmeistertitel. Auf dem Weg dahin besiegte er Mikael Japaridze aus Kanada, Anil Kumar III aus Indien, Freddy Serrano aus Kolumbien, Andy Moreno aus Kuba, Dilshod Mansurov aus Usbekistan und Bajaraagiin Naranbaatar aus der Mongolei.
Im Jahr 2008 gewann wiederum beim "Iwan-Yarigin"-Turnier in Krasnojarsk im Bantamgewicht. Er verwies dabei seine Landsleute Dschamal Otarsultanow und Babazar Askerbijew sowie den US-Amerikaner Victor Moreno auf die Plätze. Bei den Olympischen Spielen 2008 in Peking besiegte er im ersten Kampf seinen Finalgegner von der WM 2007 Bajaraagiin Naranbaatar und danach Dabbaghi Souraki aus dem Iran jeweils sicher nach Punkten. Dann unterlag er aber überraschend dem Japaner Tomohiro Matsunaga, gegen den er keine Einstellung fand. Im Kampf um die Bronzemedaille gelang ihm wieder ein Sieg über Dilshod Mansurov.
2009 wechselte Kuduchow wegen Gewichtsschwierigkeiten in das Federgewicht. Er schaffte diesen Sprung reibungslos. Zwar musste er sich bei einem Weltcupturnier zu Beginn des Jahres in Teheran noch mit einem dritten Platz hinter Zəlimxan Hüseynov aus Aserbaidschan und Ewgeni Chawilow aus der Ukraine begnügen, im September 2009 war er aber schon voll in die neue Gewichtsklasse integriert und holte sich in Herning/Dänemark mit fünf Siegen den Weltmeistertitel im Federgewicht. Auf dem Weg dorthin besiegte er u. a. im Halbfinale Wassyl Fedoryschyn aus der Ukraine knapp mit 2:1 Runden bei 3:1 techn. Punkten. Sein Sieg im Finale über Hüseynov war aber mit 2:0 Runden und 6:0 techn. Punkten ungefährdet. 2010 wurde Kuduchow in Moskau erneut Weltmeister im Federgewicht. In den entscheidenden Kämpfen besiegte er dabei Sayed Mourad Mohammadi Pahnekalaei aus dem Iran und Wassyl Fedoryschyn aus der Ukraine.
Bei der russischen Meisterschaft 2011 gewann Kuduchow im Federgewicht den Titel vor Opan Sat, Timur Pesterew und Rassul Murtsalijew. In Istanbul holte er sich dann einige Monate später seinen vierten Weltmeistertitel. In den entscheidenden Kämpfen besiegte er dabei Ken’ichi Yumoto aus Japan, Didier Païs aus Frankreich und Franklin Gómez aus Puerto Rico. Bei den Olympischen Spielen 2012 in London startete er ob seiner bisherigen Erfolge als Favorit. Er wurde dieser Stellung zunächst gerecht und besiegte Yogeshwar Dutt aus Indien, Masoud Mahmoud Esmaeilpoorjouybari aus dem Iran und Ri Jong Myonk aus Nordkorea. Im Finale traf er auf den jungen Aserbaidschaner Toğrul Əsgərov, gegen den er nach Punkten verlor. Er musste sich deshalb mit der Silbermedaille zufriedengeben.
Kuduchow kam Ende Dezember 2013 bei einem Straßenverkehrsunfall auf einer Autobahn zwischen Krasnodar und Wladikawkas ums Leben. Für seine Verdienste um den Ringersport wurde er im September 2014 in die FILA International Wrestling Hall of Fame aufgenommen.
Bei Nachtests im August 2016 stellte das Internationale Olympische Komitee (IOC) fest, dass Kuduchow vier Jahre zuvor mit Dehydrochlormethyltestosteron gedopt gewesen war. Zwei Monate später teilte das IOC mit, es sei vom Russischen Olympischen Komitee über Kuduchows Tod informiert worden und dass dies zum Zeitpunkt der Entscheidung, seine Dopingproben einem Nachtest zu unterziehen, nicht bekannt gewesen sei. Aufgrund dessen beschloss das IOC, das Disziplinarverfahren umgehend einzustellen, da solche nicht gegen Verstorbene durchgeführt werden können. Kuduchow wird somit weiterhin als Silbermedaillengewinner geführt. Der indische Bronzemedaillengewinner Yogeshwar Dutt hatte zuvor erklärt, er würde die Silbermedaille ohnehin ablehnen und wünschte, dass sie bei Kuduchows Familie verbleibt.

## Internationale Erfolge
| Jahr | Platz  | Wettbewerb                                       | Gewichtsklasse | |
| 2003 | 1.     | Junioren-EM (Cadets) in Skopje                   | bis 50 kg KG   | vor Isa Sari, Türkei und Adrian Mosa, Rumänien |
| 2005 | 1.     | Intern. Turnier in Sassari/Italien               | Bantam         | vor Lazar Zalbapow, Russland, Raul Martinez, Spanien und Paul Penner, Deutschland                                                                                                   |
| 2005 | 1.     | Junioren-WM (Juniors) in Vilnius                 | Bantam         | vor Yasuhiro Inaba, Japan, Farchad Urazimbetow, Usbekistan, Moustafa Aghajaniozonbalagh, Iran und Henry Cejudo, USA                                                                 |
| 2005 | 5.     | Turnier des New York Athletic Clubs              | Bantam         | hinter Henry Cejudo, Badamsaichany Enchtör, Mongolei, Mikael Japaridze, Kanada und Jess Zobeck, USA                                                                                 |
| 2005 | 1.     | Clansmen-Internationals in Burnaby/Kanada        | Bantam         | vor Jamie Macasse u. Clint Kingsbury, bde. Kanada |
| 2006 | 2.     | World Cup in Sari, Iran                          | Bantam         | hinter René Montero, Kuba und vor Taghi Dadashi, Iran und Gework Markarjan, Ukraine                                                                                                 |
| 2006 | 2.     | WM in Guangzhou/Volksrepublik China              | Bantam         | hinter Radoslaw Welikow, Bulgarien und vor Namiq Abdullayev, Aserbaidschan u. Samuel Henson, USA                                                                                    |
| 2007 | 1.     | "Iwan-Jarigin"-Turnier in Krasnojarsk            | Bantam         | vor Dschamal Otarsultanow, Russland, Henry Cejudo und Nikolai Starostin, Russland                                                                                                   |
| 2007 | 1.     | EM in Sofia                                      | Bantam         | vor Marcel Ewald, Deutschland, Radoslaw Welikow und Sezer Akgül, Türkei |
| 2007 | 1.     | WM in Baku                                       | Bantam         | vor Bajaraagiin Naranbaatar, Mongolei, Andy Moreno, Kuba und Rizvan Gadschiew, Belarus                                                                                              |
| 2008 | 1.     | "Iwan-Jarigin"-Turnier in Krasnojarsk            | Bantam         | vor Dschamal Otarsultanow und Labazar Askerbijew, beide Russland u. Victor Moreno, USA                                                                                              |
| 2008 | Bronze | OS in Peking                                     | Bantam         | mit Siegen über Bajaraagiin Naranbaatar, Mongolei u. Abbas Dabbaghi Souraki, Iran, einer Niederlage gegen Tomohiro Matsunaga, Japan u. einem Sieg über Dilshod Mansurov, Usbekistan |
| 2009 | 3.     | Welt-Cup in Teheran                              | Feder          | hinter Zəlimxan Hüseynov, Aserbaidschan u. Ewgeni Chawilow, Ukraine |
| 2009 | 1.     | WM in Herning/Dänemark                           | Feder          | mit Siegen über Jatinder Rakhra, Großbritannien, Morad Mohammadi, Iran, Basar Basargurujew, Kirgisistan, Wassyl Fedoryschyn, Ukraine u. Zəlimxan Hüseynov, Aserbaidschan            |
| 2010 | 2.     | Welt-Cup in Moskau                               | Feder          | hinter Wassyl Fedoryschyn, Ukraine, vor Zəlimxan Hüseynov und Shawn Bunch, USA |
| 2010 | 1.     | WM in Moskau                                     | Feder          | nach Siegen über Didier Païs, Frankreich, Artur Arakeljan, Armenien, Ulan Nadyrbek Uulu, Kirgisistan, Sayed Mourad Mohammadi Pahnekalaei, Iran und Wasyl Fedoryschyn                |
| 2011 | 5.     | Welt-Cup in Machatschkala                        | Feder          | hinter Zəlimxan Hüseynov, Malchaz Kirdiani, Georgien, Alejandro Valdes Tobier, Kuba und Moustafa Aghajaniozonbalagh, Iran                                                           |
| 2011 | 1.     | WM in Istanbul                                   | Feder          | nach Siegen über Luis Portillo Mejia, ESA, Wilfredo Henriquez Hernandez, Venezuela, Ken’ichi Yumoto, Japan, Didier Pais und Franklin Gómez, Puerto Rico                             |
| 2012 | 2.     | Großer Preis von Deutschland in Dortmund         | Feder          | hinter Franklin Gómez, vor Antoine Massidda, Frankreich und Haji Alijew, Aserbaidschan                                                                                              |
| 2012 | Silber | OS in London                                     | Feder          | nach Siegen über Yogeshwar Dutt, Indien, Masoud Mahmoud Esmaeilpoorjouybari, Iran und Ri Jong Myonk, Nordkorea und einer Niederlage gegen Toğrul Əsgərov, Aserbaidschan             |
| 2013 | 2.     | "Stepan-Sargisjan"-Memorial in Vanadzor/Armenien | Feder          | hinter Aschot Terterjan, Armenien, vor Wladimer Chintschegaschwili, Georgien und Basar Basargurujew, Kirgisistan                                                                    |

## Erläuterungen
- Alle Wettbewerbe im freien Stil
- OS = Olympische Spiele, WM = Weltmeisterschaft, EM = Europameisterschaft
- Bantamgewicht ist Gewichtsklasse bis 55 kg, Federgewicht bis 60 kg Körpergewicht